# Звягельская, Ирина Доновна
Ири́на До́новна Звягельская (род. 14 апреля 1947, Ленинград) — советский и российский историк-востоковед, специалист в области истории международных отношений. Доктор исторических наук (1991), профессор, член-корреспондент РАН со 2 июня 2022 года.

## Биография
Окончила Ленинградский государственный университет в 1969 году. С 1970 по 1979 год работала в ИМЭМО АН СССР.
В 1976 году защитила кандидатскую диссертацию «Роль армии во внешней и внутренней политике Израиля», в 1991 году — докторскую диссертацию «Политика США в конфликтах на Ближнем и Среднем Востока при администрациях Дж. Картера и Р. Рейгана (1977—1989)».
В 1992 году преподавала в Американском университете (Каир). Читала лекции в университетах США, стран Западной Европы; регулярно выступает на международных конференциях и симпозиумах. Член экспертного совета комитета Совета федерации по международным делам и экспертного совета Комитета по делам СНГ, евразийской интеграции и связям с соотечественниками Государственной Думы ФС РФ.
Руководитель сектора, позднее — центра ближневосточных исследований ИМЭМО РАН, главный научный сотрудник Центра арабских и исламских исследований Института востоковедения РАН. Руководит Ближневосточным семинаром им. Г. И. Мирского. Вице-президент Российского центра стратегических и международных исследований, член Международного института стратегических исследований (IISS).
С 2001 года — профессор кафедры востоковедения МГИМО (У) МИД РФ (читает лекции в рамках общих курсов «Страны Востока в мировой политике», «Этноконфессиональные конфликты», «Армии на Востоке», «Роль исламского фактора»), с 2009 года — профессор кафедры иудаики ИСАА при МГУ, преподавала оригинальный курс «История Государства Израиль» (2010—2018).
Автор около 230 печатных работ на русском, английском, немецком и французском языках, включая книги и главы в коллективных монографиях. Владеет английским и французским языками. Входит в состав редколлегий научных журналов «Контуры глобальных трансформаций», «Вестник Московского университета. Серия 25. Международные отношения и мировая политика», «Bustan» (Израиль).
Лауреат премии имени Е. В. Тарле РАН (2021) за монографию «Ближний Восток: политика и идентичность».

## Основные работы
Книги
- Роль военной верхушки в формировании государственной политики Израиля. — М.: Наука, 1982. — 160 с. (в соавт.);
- Проблемы мира и безопасности в Азии. М., 1987 (совм. с В. И. Чичеровым);
- «Конфликтная политика» США на Ближнем и Среднем Востоке: середина 70-х — вторая половина 80-х годов. М., 1990;
- Специфика этнополитических конфликтов и подходы к их урегулированию. М.: Набона, 2008;
- История Государства Израиль М.: Аспект-пресс, 2012;
- Ближневосточный клинч: конфликты на Ближнем Востоке и политика России М.: ЗАО Издательство «Аспект Пресс», 2014;
- Ближний Восток и Центральная Азия: глобальные тренды в региональном исполнении. М.: Аспект Пресс, 2018.

Статьи
- Архаизация и конфликты на Ближнем Востоке // Конфликты и войны XXI века (Ближний Восток и Северная Африка). — М.: Институт востоковедения РАН, 2015;
- Архаизация в арабском мире: после и вместо революций // Восток. Афро-азиатские общества: история и современность. 2015. № 4. С. 104—113;
- Социальный протест в переходных обществах (на примере Туниса и Киргизии) // Социальный протест на современном Востоке / ред. Д. В. Стрельцов, М.:Аспект-пресс, 2016 (в соавт. с В. А. Кузнецовым);
- Russia, the New Protagonist in the Middle East // Putin"s Russia: Really Back?, ed. by Aldo Ferrari.Milano: Ledizioni LediPublishing, 2016;
- Россия в Центральной Азии: ведущий игрок или один из многих? // Новые международные отношения: основные тенденции и вызовы для России / под ред. А. В. Лукина. М.: Международные отношения, 2018;
- Регулярные армии в конфликтах на Ближнем Востоке: новые функции и новые вызовы // Армии на современном Востоке / Под. ред. Д. В. Стрельцова. М.: Аспект Пресс, 2018;
- Russian Policy in the Levant // The Levant. Search for a Regional Order/Mustafa Aydin(ed). Konrad Adenauer Stiftung: December 2018;
- Негосударственные вооружённые акторы // Ближний Восток в меняющемся глобальном контексте: (Коллективная монография) / отв. ред. В. Г. Барановский, В. В. Наумкин; Ин-т востоковедения РАН. — М.: ИВ РАН, 2018;
- Советские учёные о Ближнем Востоке: опередившие время // Вестник МГИМО-Университета. Том 12, № 4 (2019).